# Oxalate de chrome(II)
L'oxalate de chrome(II) est un composé inorganique de formule brute CrC2O4. C'est le sel de chrome (divalent) de l'acide oxalique.

## Préparation
Le dihydrate CrC2O4 · 2 H2O peut être préparé à partir de sulfate de chrome(II) pentahydraté par réaction avec un mélange d'oxalate de sodium (en) et d'acide oxalique en solution aqueuse dégazée. Le produit, cristallin et vert clair, a été caractérisé par l'analyse élémentaire de la combustion, la spectroscopie infrarouge, l'analyse thermogravimétrique et la diffraction des rayons X sur poudre. Le moment magnétique mesuré de 4,65 {\displaystyle \mu _{\mathrm {B} }} suggère que l'ion chrome ne forme pas de liaison Cr-Cr et possède une géométrie de coordination octaédrique à spin élevé. Cela serait cohérent avec la structure d'autres oxalates métalliques polymériques linéaires 2+ de formule générale MC2O4 · 2 H2O, où M = MgII, FeII, etc.
Le dihydrate de chrome(II) forme l'oxalate anhydre CrC2O4 lorsqu'il est chauffé au-dessus de 140 °C dans une atmosphère inerte. Un chauffage au-dessus de 320 °C produit un mélange d'oxydes de chrome . 

## Propriétés
Le chrome(II) réduit l'oxalate en glycolate en quelques minutes dans des solutions aqueuses acides, jetant un doute sur la formulation de l'oxalate de chrome(II) en tant qu'espèce stable de CrII s'il est préparé à partir d'une solution aqueuse acide.